# A Gyűrűk Ura: A király visszatér (film)
A Gyűrűk Ura: A király visszatér (The Lord of the Rings: The Return of the King) 2003-ban bemutatott új-zélandi–amerikai film, amely J. R. R. Tolkien azonos című epikus fantasy-regényén alapul, és a Gyűrűk Ura-filmsorozat harmadik, befejező része. Peter Jackson új-zélandi filmkészítő rendezte a New Line Cinema és a WingNut Films gyártásában, a forgatókönyvet Barrie M. Osborne, Peter Jackson, valamint Jackson élettársa, Fran Walsh írták. Világpremierjére 2003. december 1-én került sor az új-zélandi Wellingtonban, mozis bemutatója 2003. december 17-én volt az Amerikai Egyesült Államokban és 2004. január 8-án Magyarországon.
A Király visszatér számos rekordot döntött meg és tart a mai napig, köztük a legrangosabb filmes elismerés, az Oscar-díj történetében többet: az 1959-es Ben-Hur és az 1997-es Titanic után a harmadik film, amelynek a díj történetében a legtöbb, összesen 11 díjat ítélt oda a Filmművészeti és Filmtudományi Akadémia, emellett az első (és a 2017-es A víz érintése című film mellett máig az egyetlen) fantasyfilm, amely megkapta a legfontosabbnak tartott, a legjobb filmnek járó Oscart. 2004-ben az 1001 film, amit látnod kell, mielőtt meghalsz című könyvbe is bekerült a megelőző két epizóddal együtt. Mindezek mellett a második film volt a mozitörténetben, amely átlépte az egymilliárd dolláros bevételi küszöböt.

## Szereplők
| Szereplő                         | Színész          | Magyar hang                       |
| -------------------------------- | ---------------- | --------------------------------- |
| Gandalf                          | Ian McKellen     | Bács Ferenc                       |
| Zsákos Frodó                     | Elijah Wood      | Csőre Gábor                       |
| Aragorn                          | Viggo Mortensen  | Selmeczi Roland                   |
| Csavardi Samu                    | Sean Astin       | Kerekes József                    |
| Gollam (Szméagol)                | Andy Serkis      | Láng Balázs                       |
| Gimli                            | John Rhys-Davies | Rajhona Ádám                      |
| Zöldlomb Legolas                 | Orlando Bloom    | Rékasi Károly                     |
| Borbak Trufiádok (Trufa)         | Dominic Monaghan | Stohl András                      |
| Tuk Peregrin (Pippin)            | Billy Boyd       | Lippai László Nyári Zoltán (ének) |
| Théoden                          | Bernard Hill     | Ujréti László                     |
| Éowyn                            | Miranda Otto     | Györgyi Anna                      |
| Faramir                          | David Wenham     | Rajkai Zoltán                     |
| Éomer                            | Karl Urban       | Viczián Ottó                      |
| Elrond                           | Hugo Weaving     | Rosta Sándor                      |
| Arwen Undómiel                   | Liv Tyler        | Solecki Janka                     |
| Galadriel                        | Cate Blanchett   | Kovács Nóra                       |
| Denethor                         | John Noble       | Szakácsi Sándor                   |
| Zsákos Bilbó                     | Ian Holm         | Makay Sándor                      |
| Gamling                          | Bruce Hopkins    | Barbinek Péter                    |
| Madril                           | John Bach        | Trokán Péter                      |
| Angmari boszorkányúr             | Lawrence Makoare | Bácskai János                     |
| Gothmog                          | Lawrence Makoare | Schneider Zoltán                  |
| A holtak fejedelme               | Paul Norell      | Végvári Tamás                     |
| Gorbag                           | Stephen Ure      | Besenczi Árpád                    |
| Sagrat                           | Peter Tait       | Szabó Győző                       |
| Déagol                           | Thomas Robins    | Kossuth Gábor                     |
| Szilszakáll (hangja)             | John Rhys-Davies | Tolnai Miklós                     |
| Celeborn                         | Csókás Márton    | nem szólal meg                    |
| Sauron Szája (bővített változat) | Bruce Spence     | Dengyel Iván                      |
| Saruman (bővített változat)      | Christopher Lee  | Reviczky Gábor                    |
| Gríma (bővített változat)        | Brad Dourif      | Kőszegi Ákos                      |
| Boromir (bővített változat)      | Sean Bean        | nem szólal meg                    |

## Cselekmény
A film nyitójelenetében évszázadokkal korábban járunk: nősziromföldei hobbitok, Szméagol és Déagol horgásznak. Déagol horgára egy nagy hal akad, ami lerántja őt a vízbe, ahol váratlanul megpillant egy gyűrűt. Felhozza a felszínre, ahol Szméagol is meglátja azt. Mivel ez nem más, mint az Egy Gyűrű, most, hogy felszínre került, megkezdi gonosz munkáját: Szméagol azt követeli Déagoltól, hogy adja neki, mert ma születésnapja van. Déagol ezt megtagadja, összeverekednek, majd Szméagol megfojtja őt a Gyűrűért. Szméagolt a gyilkosság miatt kitagadják és száműzik, akinek az életét természetellenes ideig meghosszabbította a Gyűrű, és már mint Gollam, a Ködhegység mélyében verte fel tanyáját, távolt mindentől és mindenkitől.

### Vasudvard vége
Miután a helm-szurdoki csatában az emberek győzedelmeskednek, Aragorn, Legolas, Gimli, Gandalf, Théoden és Éomer az entek által elárasztott Vasudvardba vágtatnak, ahol találkoznak a lakmározó Trufával és Pippinnel, valamint az ent Szilszakállal. Gandalf magához veszi Saruman palantírját.

### Ármány és Segítség
Eközben Frodó, Samu és Gollam a Végzet Hegye felé folytatják útjukat, ám miközben a csapat megáll pihenni, Samu felfedezi Gollam sötét énjét, aki az Egy Gyűrűt akarja megkaparintani Frodótól. Miután Samu ezt elmondja Frodónak, az nem hisz neki. Frodót a teher egyre inkább megtöri. Miután Pippin balga módon belenéz a palantírba, és így felfedi magát Sauron előtt, Gandalf magával viszi őt: Minas Tirithbe lovagolnak, ahol már folynak a készülő csata előkészületei. Mivel Denethor, Gondor helytartója nem akar segítséget kérni, Gandalf parancsára Pippin meggyújtja Minas Tirith segélyhívó lángját. Eközben Elrond úr kérésére annak lánya, Arwen a tündék csapatával elindul Szürkerévbe, hogy onnan Halhatatlanföldre hajózzon, ám útközben az Aragornnal közös gyermekük látomása miatt meggondolja magát, visszalovagol Völgyzugolyba, és kérésére apja összekovácsolja Elendil törött pengéjét. Frodóék eközben Minas Morgul mellett másszák meg a hegyet, mikor meglátják a halott városból induló hatalmas hadsereget, ami Minas Tirith elfoglalásáért megy. Mikor a hegyen megpihennek, Gollam morzsákat szór az alvó Samura, majd a mélybe taszítja a maradék élelmet. Mivel Frodó azt hiszi, barátja ette meg az élelmet, elküldi maguk mellől. Aragorn, Legolas, Gimli, Éomer, Éowyn, Théoden és Trufa toborzókörútra indul, majd a gyorsan gyarapodó sereggel a Holtak Birodalma bejárata mellett, Dúnhargban pihennek meg.

### Minas Tirith ostroma
Egy éjszaka Elrond úr jelenik meg Aragornnál, aki átadja Elendil újrakovácsolt kardját, majd arra buzdítja a Vándort, hogy lépjen a Holtak Ösvényére és hívja segítségül a Holtak seregét. Így Aragorn, Legolas és Gimli belép a király birodalmába, majd egy régi esküre hivatkozva meggyőzi a Holtak Királyát, hogy csatába induljanak. Mordor serege elfoglalja Osgiliatht, Faramir és csapata menekülni kényszerül apja városába. Csakhogy Denethor elküldi őket Minas Tirith-ből, hogy foglalják vissza a várost. Faramir öngyilkos akciója nem hoz sikert, mindenki meghal, őt pedig hazahozza a lova. Megindul az ostrom Minas Tirith ellen is, amiben olifántok és az angmari Boszorkányúr is részt vesz egy dögmadáron lovagolva. Eközben a Holtak Serege végez a folyón érkező kalózsereggel, így megfosztják Sauron seregét az egyik utánpótlástól. A Fehér Város uralkodója el akarja égetni magát és halottnak hitt fiát, ám miután Pippin rájön, hogy Faramir él, Gandalf segítségével kimentik Faramirt, de Denethort nem tudják megmenteni: felgyújtja magát, majd elevenen elég. Az orkok elfoglalják Minas Tirith első szintjét, így a várvédők kénytelenek a második szintre vonulni.
A Boszorkányúr a csata közben eltöri Gandalf botját, ám nem tud végezni vele, mert Théoden serege megérkezik, és megzavarja az orkok hadát. Csakhogy megérkezik a haradi sereg az olifántokkal, és megtizedelik a felmentősereget. A Boszorkányúr dögmadara halálos sebet ejt Théodenen, de ekkor megérkezik Éowyn és levágja az állat fejét. Ezután szemtől szembe találja magát a Boszorkányúrral, és Trufa segítségével (aki férfi lévén súlyos sérülést szenved, miután megszúrja a Boszorkányurat) végez a Nazgûllal.

### Hű barátok
Frodó és Gollam beér egy barlangba, ekkor tudja meg a Gyűrűhordozó: Gollam csapdába csalta, hogy visszaszerezze a gyűrűt. Frodó a Galadrieltől kapott Earendil Csillagával elzavarja az itt lakó Banyapókot, majd Gollamot is egy szakadékba löki. Ám a pók visszatér és elkábítja Frodót. Mikor az állat megenné Frodót, megjelenik Samu és súlyos sebeket ejtve a pókon, elzavarja azt. Samu leszedi Frodóról a gyűrűt, majd elbújik, mivel néhány ork jelenik meg és elviszik Frodót Cirith Ungol tornyába. A fellegvárért folytatott csata végén megérkeznek Aragornék, akik a Holtak Seregével szétverik Mordor maradék egységeit. A csatában az orkok vezére és Théoden is életét veszti. Miután Aragorn elengedi a holtakat, a tanácsteremben döntés születik: a maradék seregeket összevonva támadják meg Mordort, hogy míg Mordor erői velük akarnak végezni, addig Frodó akadály nélkül beledobja a Gyűrűt az Orodruin tüzébe. Közben Samu betör Cirith Ungolba és kiszabadítja Frodót. A szökésben az is segít, hogy az orkok összeverekedtek a Frodótól lopott mithril láncingen. Frodó bocsánatot kér Samutól, amiért elzavarta, majd miután Samu visszaadja a gyűrűt Frodónak, tovább indulnak. Aragornék a Fekete Kapuhoz érnek, ezután Mordor egész serege előtör, hogy megsemmisítse a jók maradék erőit. A Nazgûlok is eljönnek a csatába, ám a jó erők Sasai is megjelennek és elkergetik a dögmadarakat.

### A Gyűrű pusztulása
Frodó és Samu nagy nehezen eléri a Végzet Hegyének bejáratát, ám megjelenik a halottnak hitt Gollam és rájuk támad. Samu feltartja Szméágolt, amíg Frodó beér a katlanba, ám a Gyűrűhordozót elcsábítja a Gyűrű, így képtelen beledobni, hangosan kimondja, hogy az övé. Frodó felhúzza a Gyűrűt az ujjára. Gollam odajut Frodóhoz és leharapja annak ujját, majd megkaparintja a gyűrűt. Frodó és Gollam dulakodni kezdenek a szikla peremén, majd Gollam a lávába zuhan a Gyűrűvel együtt. Kitör a vulkán, így Frodót és Samut Gandalf menti ki egy-egy Sas segítségével. Ezzel a csatának vége, Mordort és sötét hadseregét elnyeli a föld, béke köszönt Középföldére.

### Epilógus
Aragorn király lesz, feleségül veszi Arwent, a hobbitok pedig visszatérnek a Megyébe. Ott Samu feleségül veszi Csűrös Rozit, Frodó pedig folytatja Bilbó könyvét. A film legvégén Bilbó, Frodó, Gandalf, Elrond, Celeborn úr és Galadriel úrnő egy hajóval útra kel Valinor, vagyis Halhatatlanföld felé, Samu pedig hazatér Hobbitfalvára, ahol Rozi, és két gyereke várja.

## DVD-kiadás

### Bővített változat
Mintegy egy órányi plusz jelenetet tartalmaz a bővített DVD változat, ezek:
- Szméagol hosszabban és erőszakosabban fojtogatja Déagolt.
- Trufa és Pippin jó hangulatban beszélgetnek a pipafűről, míg a társaság többi tagja megérkezik.
- Mikor Théoden, Gandalf, Aragorn és a többiek megérkeznek Vasudvardba, Saruman üdvözli őket nyájas hangján a tornyából, ahol csapdába esett. Békét ajánl, amit Théoden elutasít, ezért dühbe gurul. Nem tudja azonban, hogy Gandalf immár nem Szürke, hanem Fehér, így a rájuk támadó Sarumant kizárja a rendből, botját pedig kettétöri. Théoden megpróbálja meggyőzni Grímát, aki Sarumannal van a toronyban, hogy jöjjön le, mire Saruman inzultálni kezdi őt. A dühös Gríma leszúrja, mire őt Legolas lövi le. Saruman holtteste lezuhan a toronyból, a palantírja pedig elgurul, amit Gandalf vesz magához.
- Éowyn átad egy serleget Théodennek, aki áldomást mond Aragornnal és a rohírokkal.
- Éomer, Legolas és Gimli egy ivós játékról beszélgetnek. Legolas nagy meglepetésre legyőzi benne Gimlit.
- Trufa és Pippin kicsit hosszabb ideig éneklik a dalukat.
- Éowyn rémálmot lát, amit megoszt Aragornnal.
- Trufa aggódik, amikor Pippin elmegy Gandalffal Minas Tirith-be, mert gyerekkoruk óta elválaszthatatlanok voltak, és most, hogy Samu és Frodó sincs vele, egyedül maradt. Aragorn szerint a hobbitok bátor népek.
- Denethor első parancsa Pippinnek, hogy mondja el, miért ő menekült meg és nem Boromir.
- Gandalf dühös Denethorra, amiért nem teszi meg a szükséges lépéseket, ezután elmeséli Pippinnek, hogy ért véget a gondori királyok sora és hogy kezdett el lassan pusztulni Gondor a helytartók uralma alatt. Pippin meglátja, hogy egy hatalmas felhő tart feléjük Mordorból – Gandalf azt mondja, hogy amint ideér, akkor kezdődik el a háború, és hogy most már senki nem hagyhatja el a várost. Ezután Frodót és Samut láthatjuk, ahogy elérik a Keresztutat, és a földön heverő királyszobor fejére a lenyugvó nap fénye koronát varázsol.
- Gandalf pipázás közben köhög, ezért Pippin vizet tölt neki. Nem látja az égen a csillagokat, Gandalf pedig megerősíti, hogy a háború elkezdődött.
- Mikor Cirith Ungol lépcsőihez érnek és Gollam azt mondja, hogy már csak az alagúton kell keresztülmenniük, Samu megragadja őt és azt mondja, megöli, ha bármi bajuk esik.
- Faramir és Mablung tanácskoznak Osgiliath éjjeli csendjében. Az orkok éjjel csendben áteveznek és megindítják a támadást.
- Trufa felajánlja szolgálatait Théodennek. Gimli szerette volna, ha egy csapat törp is velük tart a háborúba, mire Legolas azt mondja, hogy a háború már az otthonuknál van.
- Denethor dühös Faramirra, amiért azt nem hozta el neki a Gyűrűt, és azt mondja neki, hogy Boromir megtette volna. Faramir azt válaszolja, hogy ha így lett volna, nem ismerne rá a tulajdon fiára. Denethor még dühösebb lesz, és elképzeli, mi történt volna ekkor.
- Pippin és Faramir beszélgetnek.
- Faramir azt mondja Gandalfnak, hogy büszkén adná életét a Városért.
- Éomer azt mondja Éowynnak, hogy Trufának fogalma sincs a háború természetéről, és a csatából valószínűleg gyáván elmenekülne, amit helyesen tenne, mert a háború a férfiak dolga.
- Aragorn elmondja Éowynnak, hogy már akkor minden csupa jót kívánt neki, mikor először meglátta. (Ez a jelenet szerepel a hivatalos mozielőzetesben is)
- Legolas felidézi a Holtak Ösvényének teljes próféciáját.
- Miközben Aragorn, Gimli és Legolas a Holtak Ösvényén haladnak, emberi koponyákon kell átgázolniuk, és szellemek karolnak beléjük.
- Miután esküjük teljesítésére hívja fel a holtakat, a Holtak Királya nevetni kezd, a kripta pedig összeomlik. A szétguruló emberi koponyák között alig menekülnek meg Aragornék, akik a túloldalon meglátják a kalózok hajóit. Aragorn kétségbeesik, de ekkor megjelenik a Holtak Királya és közli, hogy harcolnak.
- Gothmog, a mordoriak hadnagya megérkezik és leszáll a wargjáról.
- Minas Tirith ostroma során bekerült pár erőszakosabb jelenet. Az egyik nazgúl dögmadara a karmaival megöl pár katonát a városfalakon, az orkok ostromtornyokkal akarnak felmászni a falakon, majd Gronddal, a hatalmas faltörő kossal akarják betörni a kaput és közben a védők lenyilazzák őket. Olifántok támadnak Rohan lovasaira és agyaraikkal a levegőbe repítik őket, vagy eltapossák őket – az egyiket Gamling lenyilazza.
- Aragorn, Legolas és Gimli a holtak seregének segítségével elfoglalja az umbari kalózok hajóit. (Ebben a jelenetben szerepel Peter Jackson rendező cameo-szerepben)
- Miközben Théodennek jelentenek a felderítői, Trufa és Éowyn újult erőt merítenek és készen állnak hadba vonulni.
- A lángokban álló Minas Tirithben Pippin szembetalálkozik Denethorral, aki közli, hogy mint az utolsó helytartó, most megpihen. A háttérben látható a Fehér Fa, amelyen kinyílik egy virág. Denethor szerint a bolondok feleslegesen menekülnek, mert mindenki így is, úgy is meghal.
- Megvariálták a jelenetet, amikor Gandalf meghallja Rohan kürtjeit. Előrehozták ide azt a jelenetet, amikor Pippin közii vele, hogy Denethor máglyán akarja elégetni magát és Faramirt. Gandalfék odalovagolnának, de a Boszorkányúr és hátasa elállja az útjukat. Gandalf követeli, hogy takarodjon el, mire a Boszorkányúr kigúnyolja, előhúzza lángoló pallosát és eltöri Gandalf botját. Ekkor azonban megszólalnak Rohan kürtjei, a Boszorkányúr pedig elmenekül.
- Denethor közli Gandalffal, hogy a csatamezőn győzhet, de a keletről érkező veszéllyel szemben semmit nem tehet.
- Théodent orkok veszik körbe, de Éowyn megmenti őt. Théoden láthatóan meglepett, mintha felismerné őt. Trufára haradiak támadnak, ő és Éowyn többet megölnek közülük, és még Gothmoggal is összecsapnak. A párbajuk végén Gothmog kerekedik fölül, de Aragorn és Gimli az utolsó pillanatban megérkezve végeznek vele.
- Pippin megváltoztatott jelenetben keresi Trufát a csatatéren (nappali jelenet helyett éjszaka talál rá) eközben Éomer is megtalálja Éowynt, akit az Ispotályba visz – itt találkozik Faramirral.
- Cirith Ungol tornyában az orkok durván összeverekednek. Miközben Samu megérkezik, az egyik ork meglóg Frodó páncélingével.
- Aragorn arra használja a palantírt, hogy megmutatkozzon vele Sauron előtt.
- Faramir és Éowyn párbeszéde az Ispotályban.
- Frodót és Samut egy vonuló orkcsapat hajcsárai lógósoknak vélik és ostorral sorozzák be őket az erőltetett menetben a Fekete Kapu felé haladó seregbe. Miközben láthatjuk Aragornékat is menetelni, Frodó és Samu egy pihenő alkalmával verekedést provokálnak, hogy a zűrzavart kihasználva megszökhessenek.
- Frodó és Samu eldobálják nehéz batyujaikat, köztük Samu edényeit. Aznap este Samu meglát egy csillagot, melynek fénye áttör Mordor fekete felhőjén.
- A Fekete Kapunál Sauron szája üdvözli a csapatot, aki gúnyolódik rajtuk, sértegeti őket, majd közli velük, hogy a tervük lelepleződött, és bemutatja Frodó mithril páncélingét. Miközben azt ecseteli, hogy a hobbit mennyit szenvedett, Aragorn egy gyors kardcsapással lefejezi őt, és azt mondja, hogy nem hiszi el.
- A Végzet Hegyére kaptatva Gollam rájuk ront és fojtogatni kezdi Frodót, nehogy az elpusztítsa a Gyűrűt. Amikor Frodó azt kiáltja, hogy esküt tett neki, Gollam azt mondja, hogy hazudott.

## Fontosabb díjak és jelölések
Oscar-díj (2004)
- díj: legjobb film (Barrie M. Osborne, Fran Walsh, Peter Jackson)
- díj: legjobb rendező (Peter Jackson)
- díj: legjobb adaptált forgatókönyv (Philippa Boyens, Peter Jackson, Fran Walsh)
- díj: legjobb jelmeztervezés (Richard Taylor, Ngila Dickson)
- díj: legjobb látványtervezés (Dan Hennah, Grant Major, Alan Lee)
- díj: legjobb vizuális effektusok (Jim Rygiel, Joe Letteri, Randall William Cook, Alex Funke)
- díj: legjobb hangkeverés (Christopher Boyes, Hammond Peek, Michael Hedges, Michael Semanick)
- díj: legjobb vágás (Jamie Selkirk)
- díj: legjobb smink és maszk (Peter King, Richard Taylor)
- díj: legjobb filmzene (Howard Shore)
- díj: legjobb filmdal (Fran Walsh, Howard Shore, Annie Lennox)

Golden Globe-díj (2004)
- díj: legjobb filmrendező (Peter Jackson)
- díj: legjobb filmzene (Howard Shore)
- díj: legjobb betétdal (Howard Shore, Fran Walsh, Annie Lennox)
- díj: legjobb film (dráma kategória)

BAFTA-díj (2004)
- díj: legjobb film (Peter Jackson, Barrie M. Osborne, Fran Walsh)
- díj: legjobb operatőr (Andrew Lesnie)
- díj: legjobb adaptált forgatókönyv (Fran Walsh, Philippa Boyens)
- díj: legjobb vizuális effektusok (Alex Funke, Jim Rygiel, Randall William Cook, Joe Letteri)
- jelölés: legjobb rendező (Peter Jackson)
- jelölés: legjobb férfi mellékszereplő (Ian McKellen)
- jelölés: legjobb jelmeztervezés (Ngila Dickson, Richard Taylor)
- jelölés: legjobb látványtervezés (Grant Major)
- jelölés: legjobb hang (Hammond Peek, Michael Semanick, Michael Hedges, David Farmer, Christopher Boyes, Ethan Van der Ryn, Michael Hopkins)
- jelölés: legjobb vágás (Alex Funke, Jamie Selkirk)
- jelölés: legjobb smink és maszk (Richard Taylor, Peter King, Peter Owen)
- jelölés: legjobb filmzene (Howard Shore)